# Pensament complex
El pensament complex és una noció utilitzada en filosofia i epistemologia per part d'autors com Anthony Wilden i Edgar Morin, en física i biologia per Henri Atlan i en sociologia i informàtica. La definició varia significativament segons l'àrea de coneixement.
Edgar Morin veu el món com un tot indissociable i proposa abordar de manera multidisciplinària i multireferenciada la construcció del pensament; es contraposa a la causalitat per abordar els fenòmens com una totalitat orgànica.
Segons l'autor: 
| «              | A primera vista, la complexitat (complexus és en llatí allò que és teixit en conjunt), és un teixit de constituents heterogenis inseparablement associats. En la segona aproximació, és efectivament el teixit d'esdeveniments, accions, interaccions, retroaccions positives, determinacions, successos que constitueixen el nostre món fenomenològic. Però, aleshores, la complexitat es presenta amb traços inquietants de confusió inextricable, de desordre, d'ambigüitat, d'incertesa i d'aquí la necessitat, per al coneixement, de posar ordre als fenòmens, rebutjar el desordre i de seleccionar els elements d'ordre i de certesa, de distingir, de jerarquitzar, etc. Però, aquestes operacions necessàries corren el risc d'eliminar els altres caràcters del complexus. | » |
| — Edgar Morin: | |   |

La proposta de la complexitat és abordar de manera transdisciplinar els fenòmens i el canvi del paradigma, abandonant el reduccionisme i donant lloc a la creativitat i a la teoria del caos.